# Thorsten Krüger

Thorsten Krüger, 2017

Thorsten Krüger (* 8. Februar 1966 in Bremerhaven-Lehe) ist ein deutscher Diplom-Verwaltungswirt und Politiker (SPD). Vom 1. Januar 2015 bis zum 31. Dezember 2022 war er Bürgermeister der Stadt Geestland. Von 2005 bis 2015 war er Bürgermeister der Stadt Langen in Niedersachsen. Krüger ist Geschäftsführer der Tourismus, Kur und Freizeit GmbH (TKF) in Bad Bederkesa.
Im Oktober 2022 wurde er zum Landrat im Landkreis Cuxhaven gewählt.

## Biografie
Krügers Vater arbeitete als Feuerwehrmann, seine Mutter beim Fernmeldeamt der Deutschen Bundespost. Er hat zwei Geschwister.
Von 1982 bis 1985, nach dem Realschulabschluss an der Johann-Gutenberg-Schule in Bremerhaven, absolvierte er eine Ausbildung zum Fernmeldehandwerker bei der Deutschen Bundespost Telekom. Bis 1986 besuchte er die Gewerblichen Lehranstalten im Schulzentrum Carl von Ossietzky in Bremerhaven, wodurch er die Fachhochschulreife erlangte. Anschließend absolvierte er seinen Grundwehrdienst bei der Luftwaffe. Krüger ist Stabsunteroffizier der Reserve.
Im Anschluss arbeitete er als Bauführer und als Ausbilder bei der DBP Telekom. Ab 1992 war er als Bauleiter und später Niederlassungsleiter in der Bauwirtschaft tätig.
Von 1996 bis 1999 studierte Krüger an der Fachhochschule des Bundes für öffentliche Verwaltung in Mannheim und wurde Diplom-Verwaltungswirt. Zu Beginn des Studiums wechselte er zur Bundesagentur für Arbeit. Dort arbeitete er bis 2005, zuletzt als Geschäftsführer für Personal und Finanzen. Zudem war er dort Trainer für unterschiedliche Fachbereiche. Außerdem war er Lehrbeauftragter der Hochschule Bremerhaven und an der Fachhochschule des Bundes für öffentliche Verwaltung, Dependance Schwerin.
Von 2005 bis 2014 war Krüger Bürgermeister der Stadt Langen in Niedersachsen. Am 2. November 2014 wurde er mit 79,84 % zum Bürgermeister der neu gegründeten Stadt Geestland gewählt. Er gehört dem Aufsichtsrat der Volkshochschule im Landkreis Cuxhaven an.
Im Oktober 2022 wurde er ohne Gegenkandidat zum Nachfolger von Kai-Uwe Bielefeld als Landrat des Landkreises Cuxhaven gewählt.
Krüger ist geschieden und hat zwei Kinder.

### Politik
In den 1990er Jahren war Krüger politisch in Bremerhaven aktiv. Seit 2004 ist er Mitglied der SPD. Zwischen 2005 und 2015 war er Bürgermeister der Stadt Langen und seit 2015  Bürgermeister der Stadt Geestland.
Im Oktober 2022 wurde er Landrat im Landkreis Cuxhaven.
Seit September 2018 ist Krüger Botschafter für Nachhaltigkeit des Deutschen Städte und Gemeindebundes.